# 卵形低鰭鯧
卵形低鰭鯧（学名：Peprilus ovatus）為輻鰭魚綱鱸形目鯧亞目鯧科的其中一種，分布於中東太平洋加利福尼亞灣北部海域，棲息深度2-275公尺，體長可達20公分，棲息在中底層海域。
其种加词“ovatus”意为“卵形的”。